# Patrick Mahomes
Patrick Lavon Mahomes II (Tyler, 17 settembre 1995) è un giocatore di football americano statunitense che milita nel ruolo di quarterback per i Kansas City Chiefs della National Football League (NFL).
Al college giocò a football e a baseball alla Texas Tech University. Dopo la sua seconda stagione decise di abbandonare il baseball e concentrarsi unicamente sul football. Nel suo terzo anno guidò la NCAA Division I FBS in diverse categorie, tra cui yard passate (5.052) e passaggi da touchdown (53). Decise in seguito di dichiararsi eleggibile nel Draft NFL 2017, dove fu chiamato come 10º assoluto dai Kansas City Chiefs.
Mahomes trascorse la sua stagione da rookie come riserva del veterano Alex Smith. Dopo che i Chiefs scambiarono Smith con i Washington Redskins l'anno seguente, Mahomes venne nominato titolare. In quella stagione, Mahomes lanciò 5.097 yard, 50 touchdown e 12 intercetti, diventando l'unico quarterback a lanciare 5.000 yard sia al college che nella NFL. Si unì anche a Peyton Manning a lanciare 5.000 yard e 50 touchdown nella sua stagione, venendo premiato come MVP della NFL. Mahomes, assieme a Lamar Jackson, Cam Newton e Steve McNair, sono stati gli unici quarterback afroamericani ad avere vinto il titolo di MVP.
Durante i playoff 2019-20, Mahomes guidò i Chiefs al Super Bowl LIV, la loro prima apparizione in cinquant'anni, dove batterono i San Francisco 49ers. Mahomes fu premiato come MVP del Super Bowl per la sua prestazione, diventando il secondo quarterback afroamericano dopo Doug Williams a riuscirvi e il più giovane in assoluto. È il terzo quarterback afroamericano dopo Doug Williams e Russell Wilson e il secondo più giovane di sempre (24 anni e 138 giorni) dopo Ben Roethlisberger (23 anni e 320 giorni) a vincere il Super Bowl.
Il 6 luglio 2020 Mahomes firmò un prolungamento con i Chiefs di 10 anni dal valore di 477,6 milioni di dollari (inclusi i 2,8 milioni per la stagione 2020 ed i 24,8 milioni di dollari per il 2021), facendolo diventare il contratto più ricco della storia dello sport. Nella stagione 2022 bissò il titolo di MVP della NFL e guidò i Chiefs alla vittoria del suo secondo Super Bowl. L'anno successivo vinse il suo terzo titolo, venendo di nuovo premiato come miglior giocatore dell'incontro.

## Carriera universitaria
Al college, Mahomes giocò a football per i Texas Tech Red Raiders dal 2014 al 2016. Il 22 ottobre 2016 contro Oklahoma stabilì il record NCAA per il maggior numero di yard totali guadagnate in una partita (819) e pareggiò il primato per yard passate in una gara (734). A fine anno fu premiato con il Sammy Baugh Trophy come miglior passatore a livello universitario.

## Carriera professionistica

### Kansas City Chiefs

#### Stagione 2017
Il 27 aprile 2017, Mahomes fu scelto come decimo assoluto nel Draft NFL 2017 dai Kansas City Chiefs, il secondo quarterback chiamato dopo Mitchell Trubisky. Dopo essere stato la riserva del veterano Alex Smith nelle prime 16 settimane di campionato, con i Chiefs già sicuri del titolo della AFC West division, fu nominato titolare per la gara dell'ultimo turno della stagione regolare, vinta contro i Denver Broncos in cui passò 284 yard e subì un intercetto.

#### Stagione 2018: MVP della NFL
Con la cessione di Smith ai Washington Redskins, Mahomes fu nominato titolare per la stagione 2018, nella quale passò 256 yard e 4 touchdown nel debutto contro i Los Angeles Chargers, venendo premiato come miglior giocatore offensivo dell'AFC della settimana. Sette giorni dopo, con altri sei touchdown nella vittoria sui Pittsburgh Steelers stabilì un nuovo record NFL per il maggior numero di TD passati nelle prime due giornate di campionato e venendo premiato ancora come giocatore offensivo della settimana e come quarterback della settimana. Nel terzo turno infranse un altro record giungendo con 3 touchdown a quota 13, il massimo di sempre nelle prime tre gare di campionato (in seguito superato da Russell Wilson nel 2020). Alla fine di settembre fu premiato come giocatore offensivo della AFC del mese di settembre, in cui i Chiefs furono una delle due squadre a mantenersi imbattute. Nel nono turno pareggiò il record NFL di Andrew Luck con l'ottava gara consecutiva da 300 yard passate nella vittoria sui Cleveland Browns. Sette giorni dopo, nella vittoria sugli Arizona Cardinals, con due touchdown passati stabilì un nuovo record di franchigia dei Chiefs a poco più di metà stagione. Con 377 yard passate e 2 TD guidò i Chiefs alla vittoria nel 14º turno sui Baltimore Ravens, centrando la matematica qualificazione ai playoff.
Nell'ultima partita della stagione regolare Mahomes passò due touchdown contro gli Oakland Raiders giungendo a quota 50, il terzo giocatore della storia a riuscirvi dopo Tom Brady e Peyton Manning, venendo convocato per il suo primo Pro Bowl ed inserito nel First-team All-Pro.
Nella prima gara di playoff in carriera, Mahomes passò 278 yard e segnò un touchdown su corsa nella vittoria sugli Indianapolis Colts nel divisional round. La stagione dei Chiefs si chiuse nella finale della AFC a un passo dal Super Bowl, perdendo contro i New England Patriots. A fine anno divenne il giocatore più giovane ad essere premiato come MVP della NFL dai tempi di Dan Marino nel 1984 e il primo vincitore di sempre della franchigia dei Chiefs. Conquistò inoltre il titolo di giocatore offensivo dell'anno.

#### Stagione 2019: vittoria del Super Bowl

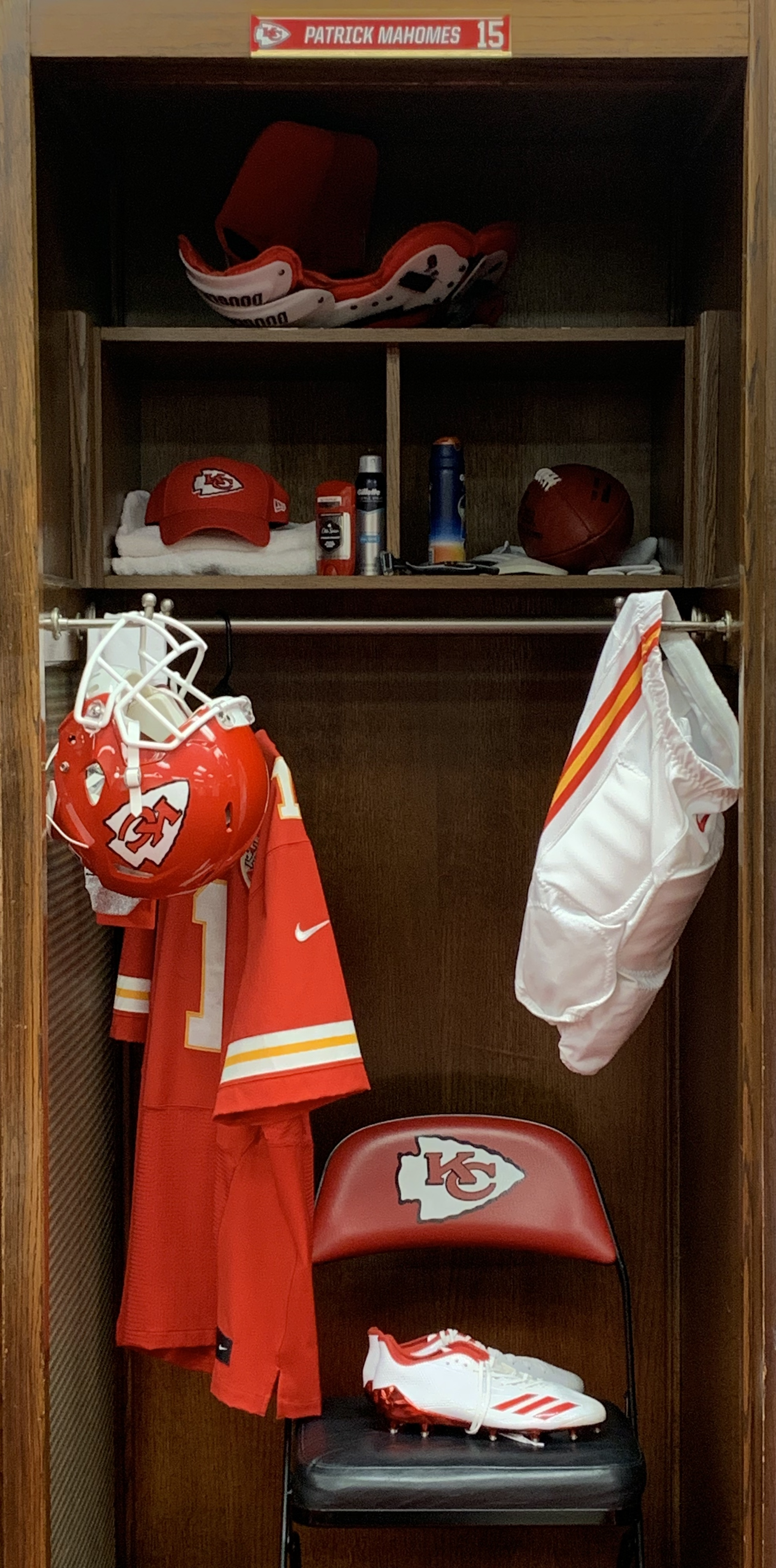
Lo spogliatoio di Mahomes all'Arrowhead Stadium

Nel secondo turno della stagione 2019 Mahomes fu premiato come giocatore offensivo della AFC e come quarterback della settimana dopo avere passato 443 yard e 4 touchdown, tutti nel secondo quarto, nella vittoria sui Raiders. Alla fine di settembre fu premiato come giocatore offensivo della AFC del mese in cui passò oltre 1.500 yard e mantenne i Chiefs imbattuti. La prima sconfitta giunse nel quinto turno con Mahomes che fu rallentato da un problema a una caviglia. Due settimane dopo, nell'anticipo del settimo turno contro i Broncos, Mahomes si infortunò alla rotula ad inizio gara, venendo costretto a lasciare il campo. Tornò titolare nella decima giornata contro i Tennessee Titans, ma 446 yard passate e 3 touchdown non bastarono per portare i suoi alla vittoria. Nel quindicesimo turno Mahomes passò 340 yard e 2 touchdown nella vittoria nel mezzo di una nevicata contro i Broncos. A fine stagione fu convocato per il suo secondo Pro Bowl dopo avere passato 4.031 yard, 26 touchdown e 5 intercetti. I Chiefs con un record di 12-4 chiusero al secondo posto della AFC, avendo la possibilità di saltare il primo turno di playoff.
Nel divisional round dei playoff Mahomes guidò i Chiefs a rimontare il più grande svantaggio della storia della franchigia (24 punti) contro gli Houston Texans, andando a vincere per 51-31. La sua partita terminò con 321 yard passate e 5 touchdown. Fu anche il miglior corridore dei suoi con 53 yard. Nella finale della AFC contro i Tennessee Titans passò 294 yard, 3 touchdown e ne segnò un quarto su corsa, portando i Chiefs alla vittoria e alla prima qualificazione al Super Bowl dal 1969. Il 2 febbraio 2020, nel Super Bowl LIV contro i San Francisco 49ers, Mahomes completò 26 passaggi su 42 per 286 yard, 2 touchdown e 2 intercetti subiti, correndo anche 29 yard e segnando un terzo touchdown su corsa. Per la sua prestazione venne nominato MVP del Super Bowl, vinto dai Chiefs per 31-20 che interruppe un digiuno di cinquant'anni per la franchigia. All'età di 24 anni, Mahomes fu il più giovane MVP del Super Bowl della storia.

#### Stagione 2020
Il 6 luglio 2020 Mahomes firmò con i Chiefs un rinnovo contrattuale di dieci anni, del valore di 503 milioni di dollari, il più ricco della storia dello sport, superando quello di Mike Trout. Nella prima partita della stagione i campioni in carica batterono i Texans in una gara in cui passò 211 yard e 3 touchdown. Nella settimana 3 Mahomes divenne il giocatore più veloce della storia a passare 10.000 yard, 34 partite contro le 36 di Kurt Warner. La sua partita nella gara di alta classifica vinta contro i Ravens terminò con 385 yard passate, 4 touchdown su passaggio e un quinto segnato su corsa, venendo premiato come giocatore offensivo della AFC della settimana.
Nella settimana 8 contro i New York Jets Mahomes passò 416 yard a 10 ricevitori diversi e 5 touchdown, venendo nominato miglior giocatore offensivo della AFC della settimana e come quarterback della settimana. La settimana seguente divenne il giocatore più rapido della storia a passare 100 touchdown in carriera, superando Dan Marino. Nel dodicesimo turno passò 469 yard e 3 touchdown, tutti per Tyreek Hill, nella vittoria sui Tampa Bay Buccaneers. Alla fine di novembre fu premiato come giocatore offensivo della AFC del mese in cui passò 1.598 yard, 14 touchdown e un solo intercetto mentre i Chiefs ebbero un record di 4-0. La sua stagione si chiuse con 4.740 yard passate (secondo nella lega), 38 touchdown (quarto) e 6 intercetti, venendo convocato per il suo terzo Pro Bowl (non disputato a causa della pandemia di COVID-19) e inserito nel Second-team All-Pro. I Chiefs terminarono con il miglior record della lega, assicurandosi il vantaggio del fattore campo in tutti i playoff della AFC.
Nel divisional round dei playoff Mahomes passò 255 yard e un touchdown (più uno segnato su corsa) prima di uscire dal campo per una commozione cerebrale subita nel secondo tempo. I Chiefs riuscirono tuttavia a resistere al tentativo di rimonta dei Cleveland Browns andando a vincere per 22-17. Fu regolarmente in campo nella finale della AFC in cui passò 325 yard e 3 touchdown nella vittoria sui Buffalo Bills che qualificò i Chiefs al secondo Super Bowl consecutivo, questa volta perso contro i Tampa Bay Buccaneers.

#### Stagione 2021

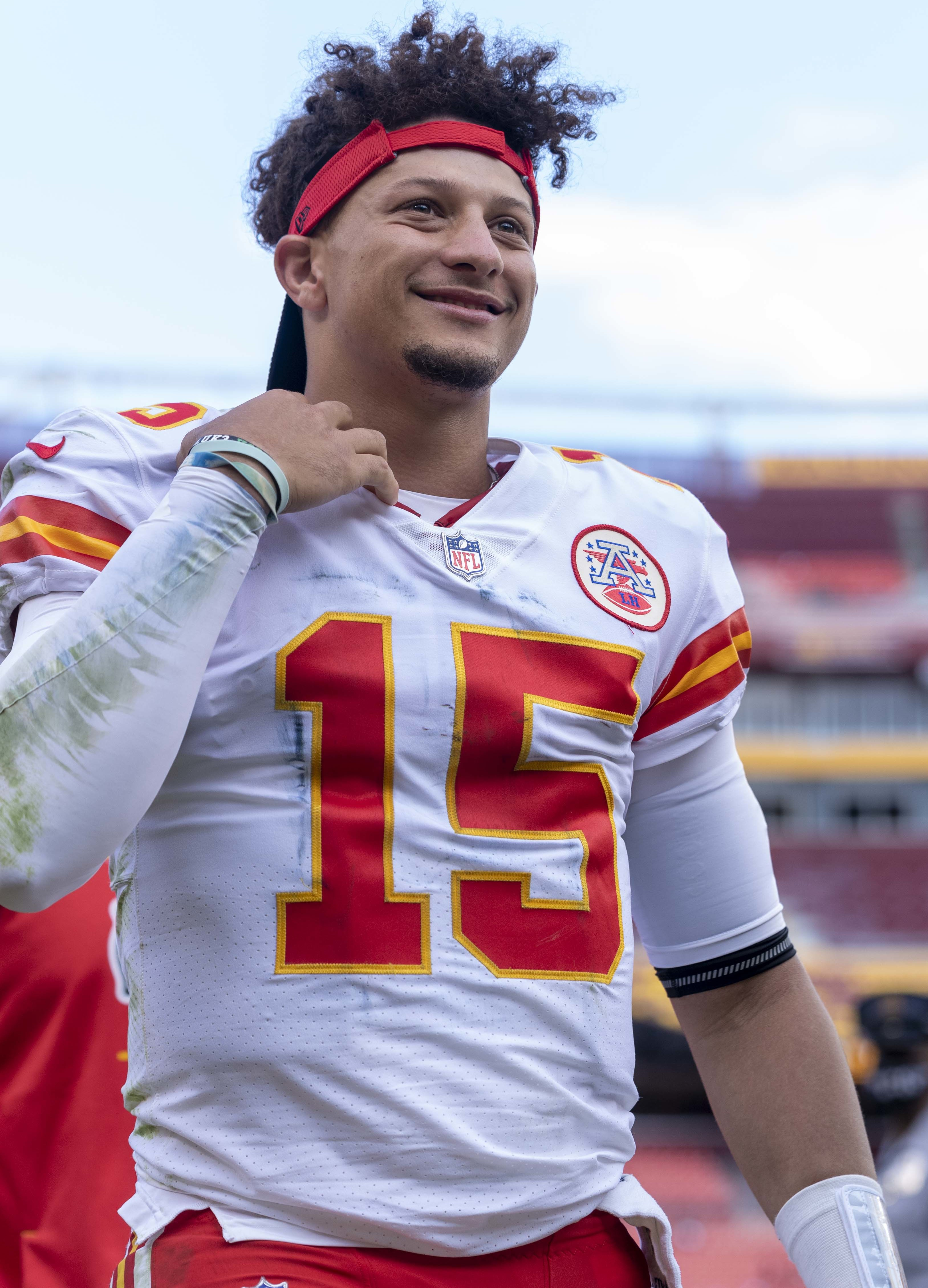
Mahomes nel 2021

Per la sua prestazione nella gara del primo turno della stagione, vinta in rimonta contro i Browns in cui passò 337 yard e tre touchdown, Mahomes fu premiato come giocatore offensivo della AFC della settimana. Seguirono due sconfitte consecutive che portarono i Chiefs su un record negativo per la prima volta dal 2015. Mahomes si rifece nel quarto turno passando cinque touchdown nella vittoria sui Philadelphia Eagles. Altri cinque li passò nel decimo turno, con un massimo stagionale di 406 yard, venendo premiato come giocatore offensivo della settimana. Alla fine di dicembre fu premiato come giocatore offensivo della AFC del mese in cui i Chiefs vinsero l'ottava gara consecutiva ed ebbero una media di 35 punti segnati a partita. A fine stagione fu convocato per il suo quarto Pro Bowl dopo essersi classificato quarto nella NFL sia in yard passate (4.839) che in touchdown (38). I Chiefs arrivarono fino alla quarta finale di conference consecutiva ma furono eliminati ai tempi supplementari dai Cincinnati Bengals.

#### Stagione 2022: secondo MVP e seconda vittoria del Super Bowl
Senza più Tyreek Hill, ceduto ai Miami Dolphins, Mahomes iniziò la stagione con 5 passaggi da touchdown nella vittoria sugli Arizona Cardinals. Per questa prestazione fu premiato come giocatore offensivo della AFC della settimana e come quarterback della settimana. Nella settimana 4 vendicò la sconfitta subita nel Super Bowl battendo i Buccaneers 41-31 e diventando il più rapido giocatore a passare 20.000 yard in carriera. In quella partita passò 249 yard, 3 touchdown e un intercetto, venendo premiato ancora come giocatore offensivo della settimana.

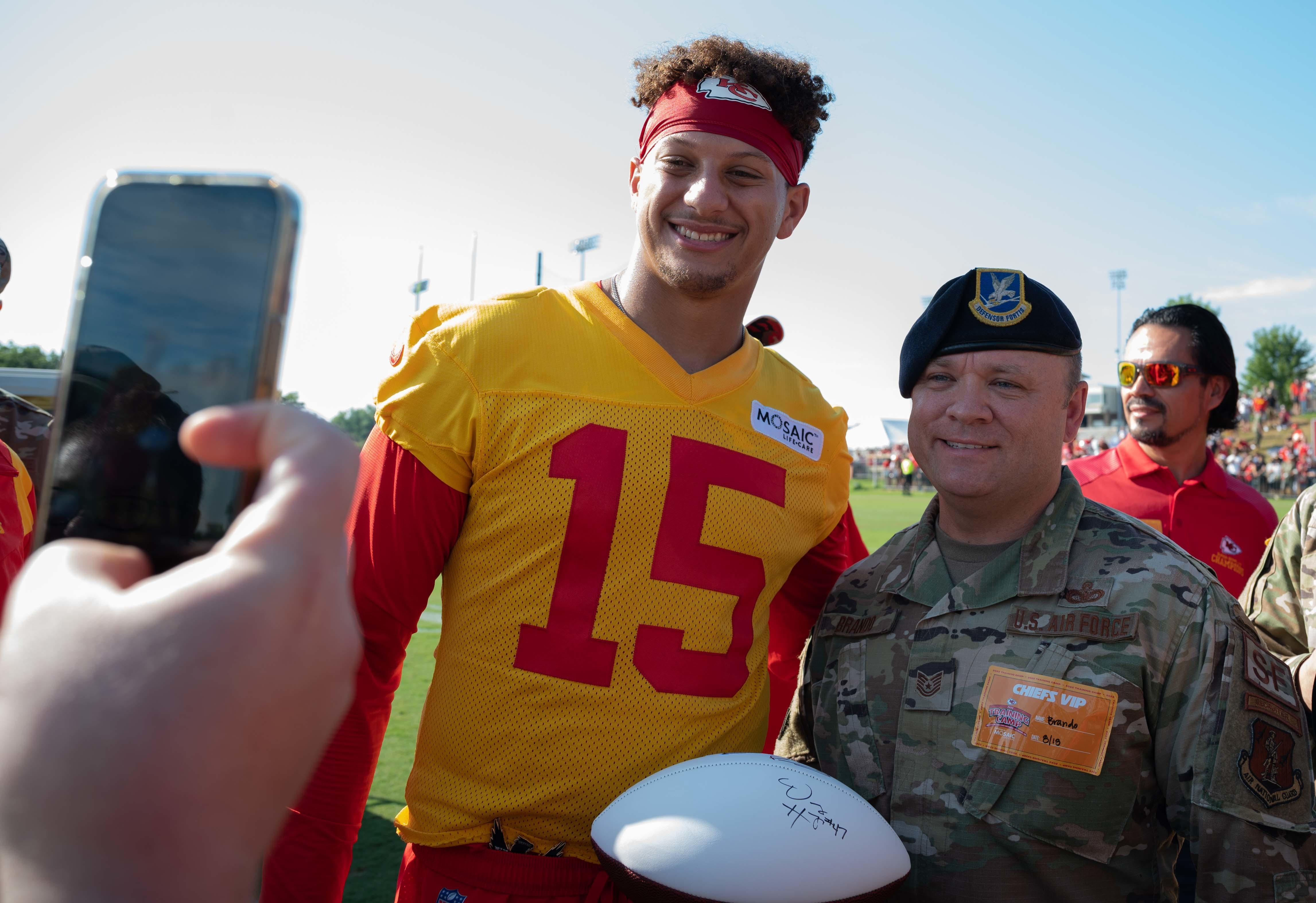
Mahomes nel training camp 2022

Alla fine di novembre Mahomes fu premiato per la quinta volta in carriera come giocatore offensivo della AFC del mese grazie a 1.587 yard totali e 10 touchdown totali, con una percentuale di completamento del 64,8. Nel penultimo turno con 328 yard passate (con 3 touchdown e un intercetto) superò per la seconda volta in carriera quota 5.000 in stagione, un'impresa compiuta in precedenza solo da Drew Brees e Tom Brady. A fine stagione fu convocato per il suo quinto Pro Bowl e inserito nel First-team All-Pro dopo avere guidato la NFL in yard passate (5.250) e touchdown passati (41).
Nel divisional round dei playoff Mahomes subì un infortunio alla caviglia che lo costrinse a lasciare la partita con i Jaguars nel secondo quarto. Tornò in campo com una fasciatura all'inizio del secondo tempo e chiuse la vittoriosa partita con 195 yard passate e due touchdown. Nella finale della AFC riuscì a battere per la prima volta Joe Burrow e i Bengals, passando 326 yard e 2 touchdown e qualificandosi per il terzo Super Bowl in carriera. Il 9 febbraio 2023 venne nominato MVP della NFL per la seconda volta in carriera.
Il 12 febbraio 2023 nel Super Bowl LVII i Chiefs batterono i Philadelphia Eagles per 38-35 conquistando il secondo titolo in quattro anni. Mahomes completó 21 passaggi su 27 per 182 yard, 3 touchdown e nessun intercetto subito, venendo nuovamente premiato come miglior giocatore della finalissima. Divenne così il primo giocatore da Kurt Warner nel 1999 a vincere il titolo di MVP della NFL e il Super Bowl nella stessa stagione. Divenne inoltre il terzo giocatore della storia dopo Joe Montana e Tom Brady a vincere sia il premio di MVP del Super Bowl che quello di MVP della lega più di una volta in carriera.

#### Stagione 2023: terza vittoria del Super Bowl

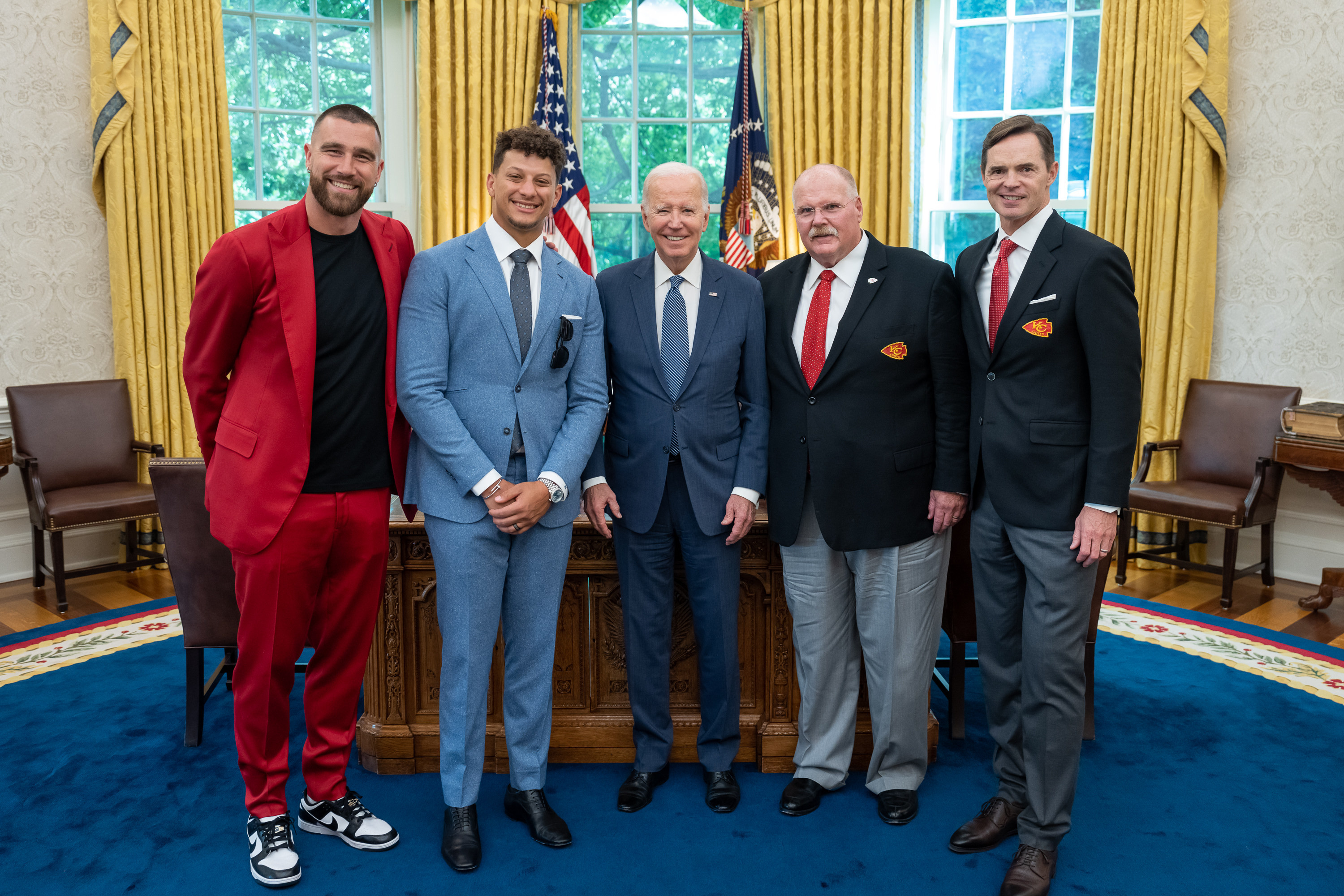
Mahomes (secondo da sinistra) con il presidente americano Joe Biden nel 2023

Nella vittoria del terzo turno sui Chicago Bears, Mahomes divenne il giocatore più rapido della storia a passare 25.000 yard (78 partite), superando le 90 di Matthew Stafford. Nel settimo turno passò un nuovo massimo stagionale di 424 yard (di cui 321 solo nel primo tempo), con 4 touchdown e un intercetto, con i Chiefs che vinsero la sesta gara consecutiva, questa volta a danno dei Los Angeles Chargers. Questa prestazione gli valse il riconoscimento di quarterback della settimana per l'ottava volta in carriera.
Nel dodicesimo turno Mahomes fu premiato come giocatore offensivo della AFC della settimana grazie a 298 yard passate e 2 touchdown nella vittoria in rimonta sui Raiders. A fine stagione fu convocato per il suo sesto Pro Bowl dopo essersi classificato sesto nella NFL con 4 183 yard passate e ottavo con 27 touchdown passati. I Chiefs vinsero la propria division per l'ottavo anno consecutivo con un record di 11-6.
Dopo vittorie nei playoff sui Miami Dolphins e i Buffalo Bills, Mahomes portò i Chiefs alla sesta finale della AFC consecutiva, il secondo numero di apparizioni consecutive della storia. Contro i Bills, Mahomes e il tight end Travis Kelce superarono il record per il maggior numero di touchdown nei playoff di una coppia quarterback/ricevitore. Mahomes portò poi i Chiefs alla vittoria in trasferta contro i Baltimore Ravens testa di serie numero uno, qualificandosi per il Super Bowl LVIII, la quarta apparizione alla finalissima nelle ultime cinque stagioni. Per il giocatore fu la 14ª vittoria nei playoff, raggiungendo Terry Bradshaw, John Elway e Peyton Manning al terzo posto nella classifica dei quarterback più vincenti nella storia della post-season.
Nel Super Bowl contro i San Francisco Mahomes guidò i Chiefs alla loro terza vittoria in cinque anni, lanciando per 333 yard, con 34 passaggi completati su 46 tentati, due touchdown e un intercetto, più 66 yard guadagnate su corsa, per un totale di 399 sulle 455 yard totali guadagnate dai Chiefs in gara, venendo premiato per la terza volta in carriera come miglior giocatore dell'evento.

#### Stagione 2024
Mahomes aprì la stagione con una vittoria sui Ravens in cui, con 291 yard passate, superò Len Dawson come primatista di tutti i tempi dei Chiefs per yard passate in carriera. Nell'ottavo turno mantenne i Chiefs imbattuti, battendo i Raiders 27-20 e divenendo il giocatore più veloce a raggiungere le 30.000 yard passate in carriera, con 103 partite. Il precedente primato di 109 partite era detenuto da Matthew Stafford. Nell'ultimo turno, con i Chiefs già certi del miglior record della AFC, fu tenuto a riposo, chiudendo la stagione regolare con 3.928 yard passate (la prima volta che non raggiunse quota 4.000 dalla sua stagione da rookie), 26 touchdown e 11 intercetti.
Nel Divisional Round, Mahomes portò i Chiefs alla vittoria per 23-14 sugli Houston Texans. Nella finale della AFC contro i Bills, Mahomes segnò due touchdown su corsa e ne passò un terzo, portando la sua squadra alla vittoria per 32-29 e a diventare i primi bicampioni in carica della storia a fare ritorno al Super Bowl. Tale vittoria inoltre fece salire il giocatore al secondo posto per vittorie nei playoff da parte di un quarterback, dietro a Tom Brady. In una rivincita del Super Bowl LVII contro gli Eagles, Mahomes faticó molto, lanciando 33 yard, 2 intercetti (di cui uno ritornato in touchdown) ed ebbe un passer rating di 10,7 nel primo tempo. I Chiefs si trovarono in svantaggio 34-0 e non superarono la metà campo fino al finale del terzo periodo. Il quarterback migliorò le sue statistiche quando la rimonta era ormai fuori portata, chiudendo con 257 yard passate, 3 touchdown, 3 palle perse e un record in carriera di 6 sack subiti nella sconfitta per 40-22.

## Palmarès

### Franchigia
- Super Bowl : 3

Kansas City Chiefs: LIV, LVII, LVIII
- American Football Conference Championship: 5

Kansas City Chiefs: 2019, 2020, 2022, 2023, 2024

### Individuale
- MVP della NFL: 2

2018, 2022
- MVP del Super Bowl: 3

2019, 2022, 2023
- Miglior giocatore offensivo dell'anno della NFL: 1

2018
- Convocazioni al Pro Bowl: 6

2018, 2019, 2020, 2021, 2022, 2023
- First-team All-Pro: 2

2018, 2022
- Second-team All-Pro: 1

2020
- MVP del Pro Bowl: 1

2018
- Giocatore offensivo dell'AFC del mese: 5

settembre 2018, settembre 2019, novembre 2020, dicembre 2021, novembre 2022
- Giocatore offensivo dell'AFC della settimana: 11

1ª e 2ª del 2018, 2ª del 2019, 3ª, 8ª e 12ª del 2020, 1ª e 10ª del 2021, 1ª e 4ª del 2022, 12ª del 2023
- Quarterback dell'anno: 1

2018
- Quarterback della settimana: 8

2ª, 7ª e 8ª del 2018, 2ª e 3ª del 2019, 8ª del 2020, 1ª del 2022, 7ª del 2023
- Leader della NFL in passaggi da touchdown: 2

2018, 2022
- Bert Bell Award: 1

2018

## Statistiche

### Stagione regolare
| 2017   | KC     | 1   | 1   | 22    | 35    | 62,9 | 284    | 8,1 | 51 | 0   | 1  | 76,4  | 7   | 10    | 1,4 | 5  | 0  | 2   | 15    | 0  | 0  | 1-0-0   |
| 2018   | KC     | 16  | 16  | 383   | 580   | 66,0 | 5 097  | 8,8 | 89 | 50  | 12 | 113,8 | 60  | 272   | 4,5 | 28 | 2  | 26  | 171   | 9  | 2  | 12-4-0  |
| 2019   | KC     | 14  | 14  | 319   | 484   | 65,9 | 4 031  | 8,3 | 83 | 26  | 5  | 105,3 | 43  | 218   | 5,1 | 25 | 2  | 17  | 127   | 3  | 2  | 11-3-0  |
| 2020   | KC     | 15  | 15  | 390   | 588   | 66,3 | 4 740  | 8,1 | 75 | 38  | 6  | 108,2 | 62  | 308   | 5,0 | 24 | 2  | 22  | 147   | 5  | 2  | 14-1-0  |
| 2021   | KC     | 17  | 17  | 436   | 658   | 66,3 | 4 839  | 7,4 | 75 | 37  | 13 | 98,5  | 66  | 381   | 5.8 | 32 | 2  | 28  | 146   | 9  | 4  | 12-5-0  |
| 2022   | KC     | 17  | 17  | 435   | 648   | 67,1 | 5 250  | 8,1 | 67 | 41  | 12 | 105,2 | 61  | 358   | 5,9 | 20 | 4  | 26  | 188   | 5  | 0  | 14-3-0  |
| 2023   | KC     | 16  | 16  | 401   | 597   | 67,2 | 4 183  | 7,0 | 67 | 27  | 14 | 92,6  | 75  | 389   | 5,2 | 25 | 0  | 27  | 186   | 5  | 3  | 10-6-0  |
| 2024   | KC     | 16  | 16  | 392   | 581   | 67,5 | 3 928  | 6,8 | 54 | 26  | 11 | 93,5  | 58  | 307   | 5,3 | 33 | 2  | 36  | 239   | 2  | 0  | 15-1-0  |
| Totale | Totale | 112 | 112 | 2 778 | 4 171 | 66,6 | 32 352 | 7,8 | 89 | 245 | 74 | 102,1 | 432 | 2 243 | 5,2 | 33 | 13 | 184 | 1 219 | 38 | 14 | 89-23-0 |

### Playoff
| 2017   | KC     | 0  | 0  | NPD | NPD | NPD  | NPD   | NPD | NPD | NPD | NPD | NPD   | NPD | NPD | NPD | NPD | NPD | -  | -   | -  | - | -    |
| 2018   | KC     | 2  | 2  | 43  | 72  | 59,7 | 573   | 8,0 | 54  | 3   | 0   | 98,9  | 5   | 19  | 3,8 | 9   | 1   | 8  | 71  | 0  | 0 | 1-1  |
| 2019   | KC     | 3  | 3  | 72  | 112 | 64,3 | 901   | 8,0 | 60  | 10  | 2   | 111,5 | 24  | 135 | 5,6 | 27  | 2   | 6  | 20  | 2  | 0 | 3-0  |
| 2020   | KC     | 3  | 3  | 76  | 117 | 65,0 | 850   | 7,3 | 71  | 4   | 2   | 90,8  | 13  | 52  | 4,0 | 13  | 1   | 4  | 27  | 4  | 0 | 2-1  |
| 2021   | KC     | 3  | 3  | 89  | 122 | 73,0 | 1 057 | 8,7 | 64  | 11  | 3   | 118,8 | 13  | 117 | 9,0 | 34  | 1   | 9  | 81  | 1  | 0 | 2-1  |
| 2022   | KC     | 3  | 3  | 72  | 100 | 72,0 | 703   | 7,0 | 29  | 7   | 0   | 114,7 | 12  | 60  | 5,0 | 26  | 0   | 3  | 11  | 1  | 1 | 3-0  |
| 2023   | KC     | 4  | 4  | 104 | 149 | 69,8 | 1 051 | 7,1 | 52  | 6   | 1   | 100,3 | 23  | 141 | 6,1 | 28  | 0   | 5  | 19  | 0  | 0 | 4-0  |
| 2024   | KC     | 1  | 1  | 16  | 25  | 64,0 | 117   | 7,1 | 49  | 1   | 0   | 98,2  | 7   | 14  | 2,0 | 15  | 0   | 3  | 15  | 1  | 0 | 1-0  |
| Totale | Totale | 19 | 19 | 472 | 697 | 67,7 | 5 312 | 7,6 | 71  | 42  | 8   | 105,6 | 97  | 538 | 5,5 | 34  | 5   | 38 | 244 | 12 | 1 | 16-3 |

Fonte: Pro Football Reference - Statistiche aggiornate al 19 gennaio 2025
Legenda

In grassetto i record personali in carriera

     NFL MVP

     Vincitore del Super Bowl

     Super Bowl MVP

     Record della NFL

     Leader della lega